# Karttula

Wappen der ehemaligen Gemeinde Karttula

Lage der ehemaligen Gemeinde Karttula in Finnland

Karttula [ˈkɑrtːulɑ] war eine Gemeinde in der Verwaltungsgemeinschaft Kuopio in der finnischen Landschaft Nordsavo. Seit 1. Januar 2011 ist sie Teil der Gemeinde Kuopio. Zum Zeitpunkt der Eingemeindung zählte Karttula 3514 Einwohnern (Stand 30. Juni 2010) auf 588,75 km² (davon 115,37 km² Binnengewässerfläche). Karttula war einsprachig finnisch.
Die ehemalige Gemeinde umfasste drei Siedlungszentren, die sich allesamt an der Straße nach Kuopio aneinanderreihen: das Kirchdorf von Karttula, Pihkainmäki und Syväinniemi. Außerdem gehörten die Dörfer Airaksela, Haapamäki, Hakulila, Hautolahti, Humalaniemi, Joutsensalmi, Juurikkaniemi, Karttula, Keihästaival, Kemppaanmäki, Koivujärvi, Koivulahti, Koskenkylä, Kuivaniemi, Kuttasalo, Käpysalo, Lietemäki, Lyytikkälä, Nuutila, Punnonmäki, Riitlampi, Riuttala, Salinmaa, Sammankontaus, Soidinlahti, Tallus, Utrianlahti, Vaarunjärvi, Valkeistaival, Viitataival dazu.
Karttula profitiert von der Nähe zu Kuopio, der größten Stadt Ostfinnlands, welche 45 km östlich liegt. Vor allem Familien mit Kindern ziehen in die Gemeinde, was sich darin niederschlägt, dass im Jahr 2003 der Anteil der 0- bis 14-Jährigen mit 20,1 Prozent überproportional an der Bevölkerung hoch war. In Karttula befinden sich zudem zahlreiche Ferienhäuser (mökki), sodass sich die Einwohnerzahl im Sommer durch die Feriengäste nahezu verdoppelt. Sehenswürdigkeiten in Karttula sind das Hausmuseum von Riuttala, die Kirchen von Syvänniemi (gebaut 1926) und Karttula (1930) und das orthodoxe Gebetshaus von Syvänniemi.

## Söhne und Töchter der Stadt
- Eevi Huttunen (1922–2015), Eisschnellläuferin
- Aulis Rytkönen (1929–2014), Fußballspieler und -trainer